# Lực lượng Vũ trang Malaysia
Quân đội Malaysia được biết với tên chính thức là Lực lượng Vũ trang Malaysia (MAF, tiếng Malaysia: Angkatan Tentera Malaysia-ATM), gồm ba nhánh: Hải quân Hoàng gia Malaysia (RMN, tiếng Malaysia: Tentera Laut Diraja Malaysia-TLDM), Lục quân Malaysia (tiếng Malaysia: Tentera Darat Malaysia-TD) và Không quân Hoàng gia Malaysia (RMAF, tiếng Malaysia: Tentera Udara Diraja Malaysia-TUDM).
Quân đội Malaysia có khoảng 110.000 người. Lực lượng dự bị khoảng 41.000 người. Ngân sách quốc phòng của Malaysia năm 2000 là 1,69 tỷ USD, chiếm 2,03 % GDP.

## Vai trò
Vai trò của Lực lượng Vũ trang Malaysia (MAF) là bảo vệ chủ quyền và các lợi ích chiến lược của Malaysia trước các mối đe dọa.
Nó có trách nhiệm hỗ trợ quyền công dân trước các mối đe dọa, bảo vệ trật tự công cộng, ứng cứu, trợ giúp trong các thảm họa thiên nhiên và tham gia vào các chương trình phát triển đất nước.

## Sự phát triển hiện nay
Đầu những năm 1990, Malaysia đã có chương trình phát triển và hiện đại hóa quân đội. Tuy nhiên do ngân sách hạn hẹp vì cuộc khủng hoảng tài chính đã làm chậm lại chương trình hiện đại hóa quân đội. Sự phục hồi về kinh tế thời gian gần đây làm cho ngân sách quốc phòng được tăng thêm và việc mua sắm vũ khí được tuếp tục. Trong tháng 10 năm 2000, Bộ trưởng Quốc phòng đã công bố xem xét lại chính sách quốc phòng an ninh của đất nước, để hiện đại hóa quân đội. Việc xem xét lại sẽ tập trung vào những mối đe dọa an ninh mới, những thứ có thể tạo nên sự xung đột, như nạn bắt cóc người Malaysia, người nước ngoài ở các đảo nghỉ mát.
Việc mua sắm cho quân đội bao gồm: các máy bay Su-30 MKM cho không quân, các máy bay trực thăng Augusta Westland A109 cho lục quân, các xe tăng PT-91... Việc mua sắm gần đây nhất là 8 chiếc Aermacchi MB-339CM. Hải quân được trang bị thêm 2 tàu ngầm Scorpene, 6 tàu tuần tiễu thế hệ mới...
Khi giá dầu thô trên thế giới tăng nhẹ, quân đội đã là những lực lượng tiên phong sử dụng dầu sinh học. Năm 2007, tất cả các phương tiện sử dụng dầu của Lực lượng Vũ trang Malaysia sẽ sử dụng dầu sinh học.